# Eupithecia olivaria
Eupithecia olivaria là một loài bướm đêm trong họ Geometridae.